# Дорогомиловский (муниципальный округ)
Дорого́миловский — бывший муниципальный округ Москвы, просуществовавший с 1991 года по 1995 год. Ныне его территория входит в состав района «Дорогомилово» Западного административного округа Москвы.

## История
Муниципальный округ «Дорогомиловский» был создан после административной реформы 1991 года на части территории бывшего Киевского района Москвы и входил в состав Западного административного округа.
В 1994 году муниципальный округ «Дорогомиловский» был объединён с муниципальным округом «Кутузовский». После принятия 1995 году закона «О территориальном делении города Москвы» на их территории был образован район «Дорогомилово».

## Границы муниципального округа
Граница муниципального округа «Дорогомиловский» проходила:
от пересечения Большой Дорогомиловской улицы с Бережковской набережной по Большой Дорогомиловской улице, по Кутузовскому проспекту, по Киевской улице до пересечения с Большой Дорогомиловской улицей. Сюда же входит жилая застройка вдоль Бережковской набережной от Киевской площади до Патентной библиотеки.